# عريبا
عريبا قرية سورية تتبع ناحية مركز حارم في منطقة حارم في محافظة إدلب. بلغ عدد سكانها 575 نسمة في عام 2004 حسب إحصاء المكتب المركزي للإحصاء.